# Anna Sforza
Anna Maria Sforza (21 juillet 1476 - 30 novembre 1497) est princesse héritière de Ferrare par son mariage avec Alphonse Ier d'Este, futur duc de Ferrare. Elle est la seconde fille de Galéas Marie Sforza, duc de Milan, et de sa deuxième épouse, Bonne de Savoie. 

## Biographie
Née à Milan, elle est la deuxième fille et le dernier enfant de Galéas Marie Sforza, duc de Milan, par sa deuxième épouse, Bonne de Savoie. Les grands-parents paternels d'Anna sont Francesco Sforza et Blanche Marie Visconti. Elle a deux frères aînés : Jean Galéas Sforza et Hermès Marie Sforza, marquis de Tortona, et une sœur, Blanche-Marie Sforza, deuxième épouse de l'empereur Maximilien Ier. 
Alors qu'Anna a cinq mois, son père est assassiné à l'intérieur de l'église de Santo Stefano à Milan le 26 décembre 1476,  le jour de la fête de saint Étienne. Il a été poignardé à mort par trois figures de la cour milanaise. 
En 1477, Anna est fiancée à l'héritier d'Hercule Ier d'Este. Son mariage avec le prince Alphonse a lieu quatorze ans plus tard, le 12 janvier 1491, au milieu de banquets, réceptions et représentations théâtrales. Mais le mariage est malheureux : Anna, tout le temps habillée en homme, refuse de consommer son union, préfère la compagnie des femmes et passe chaque nuit avec une petite esclave noire. 
Ce n'est qu'après six ans de mariage qu'Anna tombe enceinte, mais elle meurt en couches ; certaines sources ont indiqué que son enfant, un fils, est décédé immédiatement après son baptême ; d'autres,, affirment qu'il a  survécu et fut prénommé Alessandro,  avant de mourir en 1514 à l'âge de 17 ans.  
Anna est enterrée au monastère de San Vito, dont elle était la bienfaitrice. Son mari n'a pas pu assister à ses funérailles car son visage était alors défiguré à cause de la syphilis. 
Sa mort a marqué la fin de l'alliance entre les familles Sforza et Este. Alphonse s'est remarié à Lucrèce Borgia en 1502.